# مایکل ماهونن
مایکل ماهونن (انگلیسی: Michael Mahonen؛ ۲۷ آوریل ۱۹۶۴) بازیگر کارگردان و فیلم‌نامه‌نویس فنلاندی‌تبار اهل کانادا است. وی دانش‌آموختهٔ رشتهٔ هنرهای نمایشی از کالج جورج براون در تورنتو است. او نویسندگی، تهیه‌کنندگی و کارگردانی فیلمی کم‌خرج با عنوان «طوفان شن» را به‌عهده داشته که چند جایزه را برایش به ارمغان آورد.
مایکل در سال ۱۹۹۰ در سریال قصه‌های جزیره در نقش «گاس پایک» نقش‌آفرینی کرد که سه نامزدیِ جایزه جمینای در سال‌های ۱۹۹۳ تا ۱۹۹۵ را در پی داشت.

## گزیدۀ نقش‌آفرینی‌ها

### سینما
- کوری
- همه کلاه (۲۰۰۷)

### تلویزیون
- پیشتازان فضا: وویجر (۱۹۹۷)
- قصه‌های جزیره (۱۹۹۶–۱۹۹۰)